# Gigel Grigore
Gigel Grigore este un fost senator român în legislatura 1992-1996 ales în județul Vaslui pe listele partidului PDAR. Gigel Grigore a fost membru în Comisia pentru privatizare și administrarea activelor statului.

## Legături externe
- Gigel Grigore Arhivat în 22 august 2016, la Wayback Machine.